# طهورا علی
طهورا علی سیاستمدار بنگلادشی عضو عوامی لیگ بنگلادش و عضو اسبق پارلمان است.

## اوایل زندگی
علی در سال ۱۹۸۷ مدرک کارشناسی ارشد خود را از دانشگاه چیتاگونگ در رشتهٔ شیمی به پایان رساند. او همچنین از اساتید دانشگاه حبیب‌الله بهار بود.

## حرفه
علی در مجلس نهم بنگلادش خدمت کرد و عضو دائمی کمیته وزارت بازرگانی در پارلمان بود. او از سال ۱۹۹۶ تا ۲۰۰۱ در مجلس حضور داشت و برای دومین دوره مجدداً از جمالپور انتخاب شد. در سال ۲۰۰۹، او برای یک سمت در کرسی‌های اختصاصی زنان در پارلمان بنگلادش انتخاب شد.

## زندگی شخصی
همسر طهورا علی، محمد علی نام دارد. دختر وی، مهرافروز شاون، بازیگر است. داماد او همایون احمد، رمان‌نویس و نویسنده محبوب بود.